# Phyllotopsis
Genre
Phyllotopsis est un genre de champignons basidiomycetes de la famille des Tricholomataceae.

## Liste des espèces
Selon GBIF (14 janvier 2023) :
- Phyllotopsis ealaensis (Beeli) Pegler
- Phyllotopsis nidulans (Pers.) Singer
- Phyllotopsis rhodophylla (Bres.) Singer
- Phyllotopsis salmonea (Kalchbr. & MacOwan) D.A.Reid
- Phyllotopsis subnidulans (Overh.) Singer

## Systématique
Le nom correct complet (avec auteur) de ce taxon est Phyllotopsis E.-J.Gilbert & Donk ex Singer.
Phyllotopsis a pour synonymes :
- Tilotus Kalchbrenner, 1881
- Tomentifolium Murrill, 1903